# Горихвістка рудоспинна
Горихвістка рудоспинна (Phoenicurus erythronotus) — вид горобцеподібних птахів родини мухоловкових (Muscicapidae). Мешкає в Азії.

## Опис

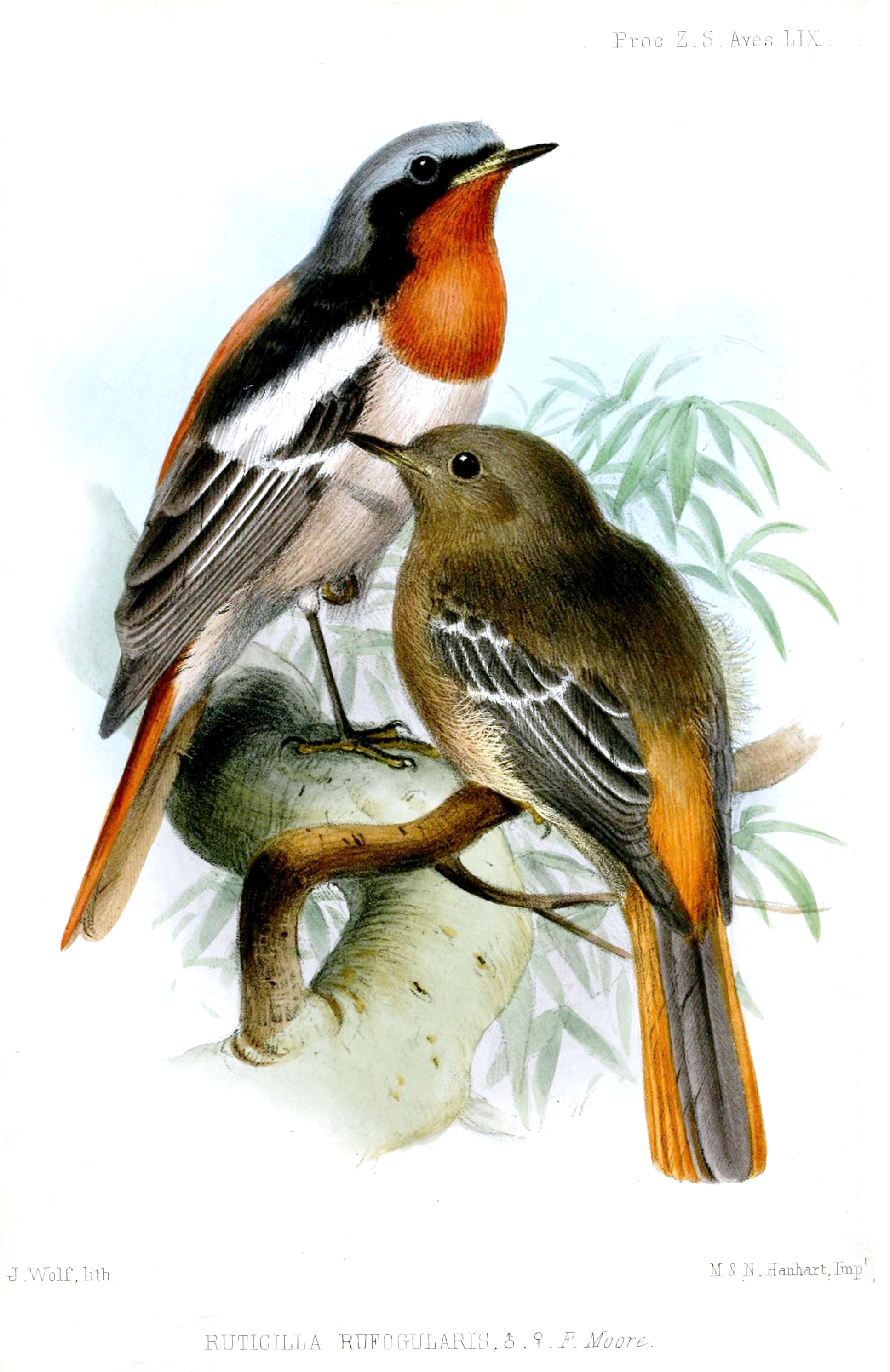
Пара рудоспинних горихвісток

Довжина птаха становить 15-16 см, розмах крил 25,5-27 см. Виду притаиманний статевий диморфізм. У самців під час сезону розмноження верхня частина голови і шия сірі, на обличчі чорна "маска", спина, надхвістя і хвіст рудувато-коричневі, центральні стернові пера більш темні. Крила темні з білими плямами на першорядних покривних і махових перах. Нижня частина тіла переважно рудувато-коричнева, живіт і нижні покривні пера хвоста білі. Під час негніздового періоду і на першому році життя самці мають помітно менш яскраве, коричневе забарвлення. Самиці мають переважно сіро-коричневе забарвлення. Хвіст у них рудувато-коричневий з темними центральними стерновими перами, крила піщаного кольору з двома охристими смужками, третьорядні пера також мають охристі края, навколо очей бліді кільця. Дзьоб і лапи чорні.

## Поширення і екологія
Рудоспинні горихвістки гніздяться в горах Центральної Азії і Південного Сибіру, від Тянь-Шаня до Алтайських і Тарбагатайських гір, на північний схід до озера Байкал. Взимку вони мігрують на південь, де зимують на Іранському нагір'ї, в горах Гіндукуш і західних Гімалаях та на північному сході Аравійського півострова. Частина популяцій Тянь-Шаню є осілими. Рудоспинні горихвістки живуть на кам'янистих схилах, порослих чагарниками, серед скель, на узліссях і на галявинах гірських лісів, на висоті від 2100 до 5400 м над рівнем моря. Зимують в долинах, у вологих чагарникових заростях, в оливкових гаях, в садах і рідколіссях. Живляться переважно комахами, особливо жуками та їх личинками, взимку також насінням і ягодами. Гніздяться у червні-липні. Гніздо чашоподібне, розміщується на землі, серед скель або між корінням дерев. В кладці від 3 до 6 зеленуватих яєць, поцяткованих бурувато-сірими плямками.